# Giro d'Italia 1999
Il Giro d'Italia 1999, ottantaduesima edizione della "Corsa Rosa", si svolse in 22 tappe dal 15 maggio al 6 giugno 1999, per un percorso totale di 3 774 km, e fu vinto da Ivan Gotti.
Giro passato alla storia per l'estromissione dalla corsa di Marco Pantani (in maglia rosa) prima della partenza della ventunesima tappa da Madonna di Campiglio, dopo che i controlli ematici avevano evidenziato nel suo sangue un tasso di ematocrito superiore al limite consentito.

## Tappe
| Tappa  | Data      | Percorso                               | km               | Vincitore di tappa  | Leader cl. generale |
| ------ | --------- | -------------------------------------- | ---------------- | ------------------- | ------------------- |
| 1ª     | 15 maggio | Agrigento > Modica                     | 175              | Ivan Quaranta       | Ivan Quaranta       |
| 2ª     | 16 maggio | Noto > Catania                         | 133              | Mario Cipollini     | Mario Cipollini     |
| 3ª     | 17 maggio | Catania > Messina                      | 176              | Jeroen Blijlevens   | Jeroen Blijlevens   |
| 4ª     | 18 maggio | Vibo Valentia > Terme Luigiane         | 186              | Laurent Jalabert    | Jeroen Blijlevens   |
| 5ª     | 19 maggio | Terme Luigiane > Monte Sirino          | 144              | José Jaime González | Laurent Jalabert    |
| 6ª     | 20 maggio | Lauria > Foggia                        | 257              | Romāns Vainšteins   | Laurent Jalabert    |
| 7ª     | 21 maggio | Foggia > Lanciano                      | 153              | Jeroen Blijlevens   | Laurent Jalabert    |
| 8ª     | 22 maggio | Pescara > L'Aquila Gran Sasso d'Italia | 253              | Marco Pantani       | Marco Pantani       |
| 9ª     | 23 maggio | Ancona > Ancona (cron. individuale)    | 32               | Laurent Jalabert    | Laurent Jalabert    |
| 10ª    | 24 maggio | Ancona > Sansepolcro                   | 189              | Mario Cipollini     | Laurent Jalabert    |
| 11ª    | 25 maggio | Sansepolcro > Cesenatico               | 125              | Ivan Quaranta       | Laurent Jalabert    |
| 12ª    | 26 maggio | Cesenatico > Sassuolo                  | 168              | Mario Cipollini     | Laurent Jalabert    |
| 13ª    | 27 maggio | Sassuolo > Rapallo                     | 243              | Richard Virenque    | Laurent Jalabert    |
|        | 28 maggio | giorno di riposo                       | giorno di riposo | giorno di riposo    | giorno di riposo    |
| 14ª    | 29 maggio | Bra > Borgo San Dalmazzo               | 187              | Paolo Savoldelli    | Marco Pantani       |
| 15ª    | 30 maggio | Racconigi > Santuario di Oropa         | 160              | Marco Pantani       | Marco Pantani       |
| 16ª    | 31 maggio | Biella > Lumezzane                     | 232              | Laurent Jalabert    | Marco Pantani       |
| 17ª    | 1º giugno | Lumezzane > Castelfranco Veneto        | 215              | Mario Cipollini     | Marco Pantani       |
| 18ª    | 2 giugno  | Treviso > Treviso (cron. individuale)  | 45               | Serhij Hončar       | Marco Pantani       |
| 19ª    | 3 giugno  | Castelfranco Veneto > Alpe di Pampeago | 166              | Marco Pantani       | Marco Pantani       |
| 20ª    | 4 giugno  | Predazzo > Madonna di Campiglio        | 175              | Marco Pantani       | Marco Pantani       |
| 21ª    | 5 giugno  | Madonna di Campiglio > Aprica          | 190              | Roberto Heras       | Ivan Gotti          |
| 22ª    | 6 giugno  | Darfo Boario Terme > Milano            | 170              | Fabrizio Guidi      | Ivan Gotti          |
| Totale | Totale    | Totale                                 | 3 774            |                     |                     |

## Squadre e corridori partecipanti
| N.    | Cod. | Squadra               |
| ----- | ---- | --------------------- |
| 1-9   | MER  | Mercatone Uno-Bianchi |
| 11-19 | AMI  | Amica Chips           |
| 21-29 | BAL  | Ballan-Alessio        |
| 31-39 | BAN  | Banesto               |
| 41-49 | CTA  | Cantina Tollo         |
| 51-59 | KEL  | Kelme-Costa Blanca    |
| 61-69 | LAM  | Lampre-Daikin         |
| 71-79 | LIQ  | Liquigas              |
| 81-89 | MAP  | Mapei-Quick Step      |

| N.      | Cod. | Squadra                 |
| ------- | ---- | ----------------------- |
| 91-99   | MDN  | Mobilvetta-Northwave    |
| 101-109 | NAV  | Navigare-Gaerne         |
| 111-119 | ONC  | ONCE-Deutsche Bank      |
| 121-129 | RIS  | Riso Scotti-Vinavil     |
| 131-139 | SAE  | Saeco-Cannondale        |
| 141-149 | PLT  | Team Polti              |
| 151-159 | TVM  | TVM-Farm Frites         |
| 161-169 | VIN  | Vini Caldirola-Sidermec |
| 171-179 | VIT  | Vitalicio Seguros       |

## Resoconto degli eventi
I controlli svolti dai medici dell'Unione Ciclistica Internazionale prima della partenza della corsa rilevarono un tasso di ematocrito superiore al limite massimo di 50% nel sangue di due dei 162 ciclisti iscritti, l'italiano Nicola Loda e lo spagnolo Javier Otxoa. I due vennero di conseguenza precauzionalmente sospesi per quindici giorni, e non poterono prendere parte alla corsa. La prima maglia rosa, in quel di Modica, andò a Ivan Quaranta, per poi passare, nei giorni seguenti, sulle spalle di altri due velocisti, Mario Cipollini e Jeroen Blijlevens. Al termine della tappa di Monte Sirino, comunque, il primato passò a Laurent Jalabert. Il francese perse la maglia a favore di Marco Pantani dopo la tappa del Gran Sasso, riconquistandola però già il giorno dopo con la vittoria nella cronometro di Ancona.
Pantani riprese a sua volta la rosa sulle prime Alpi, a Borgo San Dalmazzo (tappa vinta da Paolo Savoldelli), e l'indomani rafforzò il primato, tornando al successo sulla salita del Santuario di Oropa: nell'occasione, dopo essere stato vittima di un salto di catena all'inizio dell'ascesa, il "Pirata" recuperò il distacco accumulato, superò tutti gli avversari e andò ad imporsi in solitaria.  Il cesenaticense vinse quindi altre due tappe, prima sull'Alpe di Pampeago e poi, il 4 giugno, sul traguardo di Madonna di Campiglio, incrementando così a 5'38" (a due giorni dal termine) il vantaggio sul secondo in classifica, Savoldelli, e a 6'12" quello sul terzo, Ivan Gotti.
L'indomani, dopo i controlli ematici svolti dai medici dell'UCI al mattino, ecco il colpo di scena: a Pantani venne riscontrato un tasso di ematocrito di 52%, superiore al limite massimo consentito (50%). Il ciclista, in quel momento in maglia rosa, non poté perciò prendere il via della ventunesima tappa, ricevendo anche, a scopo precauzionale, i consueti quindici giorni di sospensione dalle competizioni. La squadra di Pantani, la Mercatone Uno-Bianchi, si ritirò in blocco dalla corsa, e Paolo Savoldelli rifiutò di indossare la maglia rosa. Quel giorno l'ultima tappa di montagna, con passaggi su Tonale, Gavia (Cima Coppi), Mortirolo e arrivo all'Aprica, vide il duello per il primato tra due bergamaschi, Savoldelli e Gotti. Gotti, con Gilberto Simoni e Roberto Heras, poi vincitore di tappa, riuscì a staccare Savoldelli in salita e a sopravanzarlo in classifica, aggiudicandosi il Giro per la seconda volta in carriera dopo il successo di due anni prima. Sui gradini più bassi del podio di Milano salirono appunto Savoldelli, staccato di 3'35" da Gotti, e Simoni, a 3'36". Quarto, e maglia ciclamino, fu Jalabert.

## Dettagli delle tappe

### 1ª tappa
- 15 maggio: Agrigento > Modica – 175 km

Risultati
| Pos. | Corridore         | Squadra    | Tempo    |
| ---- | ----------------- | ---------- | -------- |
| 1    | Ivan Quaranta     | Mobilvetta | 4h38'51" |
| 2    | Jeroen Blijlevens | TVM        | s.t.     |
| 3    | Mario Cipollini   | Saeco      | s.t.     |

| Pos. | Corridore         | Squadra    | Tempo    |
| ---- | ----------------- | ---------- | -------- |
| 1    | Ivan Quaranta     | Mobilvetta | 4h38'51" |
| 2    | Jeroen Blijlevens | TVM        | s.t.     |
| 3    | Mario Cipollini   | Saeco      | s.t.     |

### 2ª tappa
- 16 maggio: Noto > Catania – 133 km

Risultati
| Pos. | Corridore         | Squadra  | Tempo    |
| ---- | ----------------- | -------- | -------- |
| 1    | Mario Cipollini   | Saeco    | 3h18'12" |
| 2    | Jeroen Blijlevens | TVM      | s.t.     |
| 3    | Dario Pieri       | Navigare | s.t.     |

| Pos. | Corridore         | Squadra    | Tempo    |
| ---- | ----------------- | ---------- | -------- |
| 1    | Mario Cipollini   | Saeco      | 7h56'43" |
| 2    | Jeroen Blijlevens | TVM        | a 4"     |
| 3    | Ivan Quaranta     | Mobilvetta | a 8"     |

### 3ª tappa
- 17 maggio: Catania > Messina – 176 km

Risultati
| Pos. | Corridore         | Squadra    | Tempo    |
| ---- | ----------------- | ---------- | -------- |
| 1    | Jeroen Blijlevens | TVM        | 4h53'49" |
| 2    | Ján Svorada       | Lampre     | s.t.     |
| 3    | Massimo Strazzer  | Mobilvetta | s.t.     |

| Pos. | Corridore         | Squadra    | Tempo     |
| ---- | ----------------- | ---------- | --------- |
| 1    | Jeroen Blijlevens | TVM        | 12h50'24" |
| 2    | Mario Cipollini   | Saeco      | a 8"      |
| 3    | Ivan Quaranta     | Mobilvetta | a 16"     |

### 4ª tappa
- 18 maggio: Vibo Valentia > Terme Luigiane – 186 km

Risultati
| Pos. | Corridore           | Squadra | Tempo    |
| ---- | ------------------- | ------- | -------- |
| 1    | Laurent Jalabert    | ONCE    | 4h23'49" |
| 2    | Gian Matteo Fagnini | Saeco   | s.t.     |
| 3    | Davide Rebellin     | Polti   | s.t.     |

| Pos. | Corridore           | Squadra | Tempo     |
| ---- | ------------------- | ------- | --------- |
| 1    | Jeroen Blijlevens   | TVM     | 17h14'11" |
| 2    | Laurent Jalabert    | ONCE    | a 18"     |
| 3    | Gian Matteo Fagnini | Saeco   | a 20"     |

### 5ª tappa
- 19 maggio: Terme Luigiane > Monte Sirino – 144 km

Risultati
| Pos. | Corridore           | Squadra       | Tempo    |
| ---- | ------------------- | ------------- | -------- |
| 1    | José Jaime González | Kelme         | 4h11'47" |
| 2    | Danilo Di Luca      | Cantina Tollo | a 5"     |
| 3    | Laurent Jalabert    | ONCE          | a 6"     |

| Pos. | Corridore        | Squadra       | Tempo     |
| ---- | ---------------- | ------------- | --------- |
| 1    | Laurent Jalabert | ONCE          | 21h26'18" |
| 2    | Danilo Di Luca   | Cantina Tollo | a 7"      |
| 3    | Davide Rebellin  | Polti         | a 14"     |

### 6ª tappa
- 20 maggio: Lauria > Foggia – 242 km

Risultati
| Pos. | Corridore          | Squadra        | Tempo    |
| ---- | ------------------ | -------------- | -------- |
| 1    | Romāns Vainšteins  | Vini Caldirola | 5h55'43" |
| 2    | Fabrizio Guidi     | Polti          | s.t.     |
| 3    | Gabriele Missaglia | Lampre         | s.t.     |

| Pos. | Corridore        | Squadra       | Tempo     |
| ---- | ---------------- | ------------- | --------- |
| 1    | Laurent Jalabert | ONCE          | 27h22'01" |
| 2    | Danilo Di Luca   | Cantina Tollo | a 7"      |
| 3    | Davide Rebellin  | Polti         | a 14"     |

### 7ª tappa
- 21 maggio: Foggia > Lanciano – 153 km

Risultati
| Pos. | Corridore         | Squadra        | Tempo    |
| ---- | ----------------- | -------------- | -------- |
| 1    | Jeroen Blijlevens | TVM            | 4h12'06" |
| 2    | Romāns Vainšteins | Vini Caldirola | s.t.     |
| 3    | Fabrizio Guidi    | Polti          | s.t.     |

| Pos. | Corridore        | Squadra       | Tempo     |
| ---- | ---------------- | ------------- | --------- |
| 1    | Laurent Jalabert | ONCE          | 31h34'07" |
| 2    | Danilo Di Luca   | Cantina Tollo | a 7"      |
| 3    | Paolo Savoldelli | Saeco         | a 16"     |

### 8ª tappa
- 22 maggio: Pescara > L'Aquila Gran Sasso d'Italia – 253 km

Risultati
| Pos. | Corridore          | Squadra   | Tempo    |
| ---- | ------------------ | --------- | -------- |
| 1    | Marco Pantani      | Mercatone | 7h09'00" |
| 2    | José María Jiménez | Banesto   | a 23"    |
| 3    | Alex Zülle         | Banesto   | a 26"    |

| Pos. | Corridore          | Squadra   | Tempo     |
| ---- | ------------------ | --------- | --------- |
| 1    | Marco Pantani      | Mercatone | 38h43'17" |
| 2    | José María Jiménez | Banesto   | a 38"     |
| 3    | Ivan Gotti         | Polti     | a 45"     |

### 9ª tappa
- 23 maggio: Ancona > Ancona – Cronometro individuale – 32 km

Risultati
| Pos. | Corridore        | Squadra        | Tempo  |
| ---- | ---------------- | -------------- | ------ |
| 1    | Laurent Jalabert | ONCE           | 40'36" |
| 2    | Serhij Hončar    | Vini Caldirola | a 25"  |
| 3    | Marco Pantani    | Mercatone      | a 55"  |

| Pos. | Corridore        | Squadra   | Tempo     |
| ---- | ---------------- | --------- | --------- |
| 1    | Laurent Jalabert | ONCE      | 39h24'48" |
| 2    | Marco Pantani    | Mercatone | s.t.      |
| 3    | Dario Frigo      | Saeco     | a 58"     |

### 10ª tappa
- 24 maggio: Ancona > Sansepolcro – 179 km

Risultati
| Pos. | Corridore        | Squadra    | Tempo    |
| ---- | ---------------- | ---------- | -------- |
| 1    | Mario Cipollini  | Saeco      | 4h28'24" |
| 2    | Ivan Quaranta    | Mobilvetta | s.t.     |
| 3    | Massimo Strazzer | Mobilvetta | s.t.     |

| Pos. | Corridore        | Squadra   | Tempo     |
| ---- | ---------------- | --------- | --------- |
| 1    | Laurent Jalabert | ONCE      | 45h53'12" |
| 2    | Marco Pantani    | Mercatone | s.t.      |
| 3    | Dario Frigo      | Saeco     | a 58"     |

### 11ª tappa
- 25 maggio: Sansepolcro > Cesenatico – 122 km

Risultati
| Pos. | Corridore       | Squadra    | Tempo    |
| ---- | --------------- | ---------- | -------- |
| 1    | Ivan Quaranta   | Mobilvetta | 2h53'41" |
| 2    | Mario Cipollini | Saeco      | s.t.     |
| 3    | Ján Svorada     | Lampre     | s.t.     |

| Pos. | Corridore        | Squadra   | Tempo     |
| ---- | ---------------- | --------- | --------- |
| 1    | Laurent Jalabert | ONCE      | 46h46'49" |
| 2    | Marco Pantani    | Mercatone | a 4"      |
| 3    | Dario Frigo      | Saeco     | a 1'02"   |

### 12ª tappa
- 26 maggio: Cesenatico > Sassuolo – 168 km

Risultati
| Pos. | Corridore         | Squadra    | Tempo    |
| ---- | ----------------- | ---------- | -------- |
| 1    | Mario Cipollini   | Saeco      | 4h07'07" |
| 2    | Ivan Quaranta     | Mobilvetta | s.t.     |
| 3    | Jeroen Blijlevens | TVM        | s.t.     |

| Pos. | Corridore        | Squadra   | Tempo     |
| ---- | ---------------- | --------- | --------- |
| 1    | Laurent Jalabert | ONCE      | 50h53'56" |
| 2    | Marco Pantani    | Mercatone | a 4"      |
| 3    | Dario Frigo      | Saeco     | a 1'02"   |

### 13ª tappa
- 23 maggio: Sassuolo > Rapallo – 243 km

Risultati
| Pos. | Corridore           | Squadra   | Tempo    |
| ---- | ------------------- | --------- | -------- |
| 1    | Richard Virenque    | Polti     | 6h55'34" |
| 2    | Santiago Blanco Gil | Vitalicio | s.t.     |
| 3    | Davide Rebellin     | Polti     | a 21"    |

| Pos. | Corridore        | Squadra        | Tempo     |
| ---- | ---------------- | -------------- | --------- |
| 1    | Laurent Jalabert | ONCE           | 57h50'04" |
| 2    | Marco Pantani    | Mercatone      | a 4"      |
| 3    | Serhij Hončar    | Vini Caldirola | a 1'13"   |

### 14ª tappa
- 29 maggio: Bra > Borgo San Dalmazzo – 187 km

Risultati
| Pos. | Corridore        | Squadra   | Tempo    |
| ---- | ---------------- | --------- | -------- |
| 1    | Paolo Savoldelli | Saeco     | 5h22'13" |
| 2    | Marco Pantani    | Mercatone | a 1'47"  |
| 3    | Daniel Clavero   | Vitalicio | s.t.     |

| Pos. | Corridore        | Squadra   | Tempo     |
| ---- | ---------------- | --------- | --------- |
| 1    | Marco Pantani    | Mercatone | 63h14'00" |
| 2    | Paolo Savoldelli | Saeco     | a 53"     |
| 3    | Ivan Gotti       | Polti     | a 1'21"   |

### 15ª tappa
- 30 maggio: Racconigi > Santuario di Oropa – 160 km

Risultati
| Pos. | Corridore        | Squadra   | Tempo    |
| ---- | ---------------- | --------- | -------- |
| 1    | Marco Pantani    | Mercatone | 3h47'31" |
| 2    | Laurent Jalabert | Once      | a 21"    |
| 3    | Gilberto Simoni  | Ballan    | a 35"    |

| Pos. | Corridore        | Squadra   | Tempo     |
| ---- | ---------------- | --------- | --------- |
| 1    | Marco Pantani    | Mercatone | 67h01'19" |
| 2    | Paolo Savoldelli | Saeco     | a 1'54"   |
| 3    | Laurent Jalabert | Once      | a 2'10"   |

### 16ª tappa
- 31 maggio: Biella > Lumezzane – 232 km

Risultati
| Pos. | Corridore        | Squadra   | Tempo    |
| ---- | ---------------- | --------- | -------- |
| 1    | Laurent Jalabert | Once      | 5h51'36" |
| 2    | Marco Pantani    | Mercatone | s.t.     |
| 3    | Gilberto Simoni  | Ballan    | s.t.     |

| Pos. | Corridore        | Squadra   | Tempo     |
| ---- | ---------------- | --------- | --------- |
| 1    | Marco Pantani    | Mercatone | 72h52'47" |
| 2    | Paolo Savoldelli | Saeco     | a 2'05"   |
| 3    | Laurent Jalabert | Once      | a 2'06"   |

### 17ª tappa
- 1º giugno: Lumezzane > Castelfranco Veneto – 215 km

Risultati
| Pos. | Corridore       | Squadra  | Tempo    |
| ---- | --------------- | -------- | -------- |
| 1    | Mario Cipollini | Saeco    | 6h55'34" |
| 2    | Matteo Tosatto  | Ballan   | s.t.     |
| 3    | Dario Pieri     | Navigare | s.t.     |

| Pos. | Corridore        | Squadra   | Tempo     |
| ---- | ---------------- | --------- | --------- |
| 1    | Marco Pantani    | Mercatone | 78h35'36" |
| 2    | Paolo Savoldelli | Saeco     | a 2'05"   |
| 3    | Laurent Jalabert | Once      | a 2'06"   |

### 18ª tappa
- 2 giugno: Treviso > Treviso – Cronometro individuale – 45 km

Risultati
| Pos. | Corridore        | Squadra        | Tempo  |
| ---- | ---------------- | -------------- | ------ |
| 1    | Serhij Hončar    | Vini Caldirola | 52'55" |
| 2    | Paolo Savoldelli | Saeco          | a 17"  |
| 3    | Laurent Jalabert | Once           | a 41"  |

| Pos. | Corridore        | Squadra   | Tempo     |
| ---- | ---------------- | --------- | --------- |
| 1    | Marco Pantani    | Mercatone | 79h30'09" |
| 2    | Paolo Savoldelli | Saeco     | a 44"     |
| 3    | Laurent Jalabert | Once      | a 1'09"   |

### 19ª tappa
- 3 giugno: Castelfranco Veneto > Alpe di Pampeago – 166 km

Risultati
| Pos. | Corridore       | Squadra   | Tempo    |
| ---- | --------------- | --------- | -------- |
| 1    | Marco Pantani   | Mercatone | 5h13'15" |
| 2    | Gilberto Simoni | Ballan    | a 1'07"  |
| 3    | Roberto Heras   | Kelme     | a 1'27"  |

| Pos. | Corridore        | Squadra   | Tempo     |
| ---- | ---------------- | --------- | --------- |
| 1    | Marco Pantani    | Mercatone | 84h43'12" |
| 2    | Paolo Savoldelli | Saeco     | a 3'42"   |
| 3    | Ivan Gotti       | Polti     | a 4'53"   |

### 20ª tappa
- 4 giugno: Predazzo > Madonna di Campiglio – 175 km

Risultati
| Pos. | Corridore        | Squadra   | Tempo    |
| ---- | ---------------- | --------- | -------- |
| 1    | Marco Pantani    | Mercatone | 4h39'58" |
| 2    | Massimo Codol    | Lampre    | a 1'07"  |
| 3    | Laurent Jalabert | Once      | s.t.     |

| Pos. | Corridore        | Squadra   | Tempo     |
| ---- | ---------------- | --------- | --------- |
| 1    | Marco Pantani    | Mercatone | 89h22'58" |
| 2    | Paolo Savoldelli | Saeco     | a 5'38"   |
| 3    | Ivan Gotti       | Polti     | a 6'12"   |

### 21ª tappa
- 5 giugno: Madonna di Campiglio > Aprica – 190 km

Risultati
| Pos. | Corridore       | Squadra | Tempo    |
| ---- | --------------- | ------- | -------- |
| 1    | Roberto Heras   | Kelme   | 5h57'07" |
| 2    | Gilberto Simoni | Ballan  | s.t.     |
| 3    | Ivan Gotti      | Polti   | s.t.     |

| Pos. | Corridore        | Squadra | Tempo     |
| ---- | ---------------- | ------- | --------- |
| 1    | Ivan Gotti       | Polti   | 95h26'13" |
| 2    | Paolo Savoldelli | Saeco   | a 3'35"   |
| 3    | Gilberto Simoni  | Ballan  | a 3'36"   |

### 22ª tappa
- 6 giugno: Darfo Boario Terme > Milano – 170 km

Risultati
| Pos. | Corridore        | Squadra    | Tempo    |
| ---- | ---------------- | ---------- | -------- |
| 1    | Fabrizio Guidi   | Polti      | 4h29'43" |
| 2    | Dario Pieri      | Navigare   | s.t.     |
| 3    | Massimo Strazzer | Mobilvetta | s.t.     |

| Pos. | Corridore        | Squadra | Tempo     |
| ---- | ---------------- | ------- | --------- |
| 1    | Ivan Gotti       | Polti   | 99h55'56" |
| 2    | Paolo Savoldelli | Saeco   | a 3'35"   |
| 3    | Gilberto Simoni  | Ballan  | a 3'36"   |

## Evoluzione delle classifiche
| Tappa              | Vincitore           | Classifica generale Maglia rosa | Classifica a punti Maglia ciclamino | Classifica scalatori Maglia verde | Classifica intergiro Maglia azzurra | Classifica a squadre  | Trofeo Super Team |
| ------------------ | ------------------- | ------------------------------- | ----------------------------------- | --------------------------------- | ----------------------------------- | --------------------- | ----------------- |
| 1ª                 | Ivan Quaranta       | Ivan Quaranta                   | Ivan Quaranta                       | Paolo Bettini                     | Massimo Apollonio                   | Mercatone Uno-Bianchi |                   |
| 2ª                 | Mario Cipollini     | Mario Cipollini                 | Ivan Quaranta                       | Paolo Bettini                     | Massimo Apollonio                   | Saeco-Cannondale      |                   |
| 3ª                 | Jeroen Blijlevens   | Jeroen Blijlevens               | Jeroen Blijlevens                   | Paolo Bettini                     | Matteo Tosatto                      | Navigare-Gaerne       |                   |
| 4ª                 | Laurent Jalabert    | Jeroen Blijlevens               | Jeroen Blijlevens                   | Paolo Bettini                     | Matteo Tosatto                      | Saeco-Cannondale      |                   |
| 5ª                 | José Jaime González | Laurent Jalabert                | Jeroen Blijlevens                   | Paolo Bettini                     | Massimo Strazzer                    | Saeco-Cannondale      |                   |
| 6ª                 | Romāns Vainšteins   | Laurent Jalabert                | Jeroen Blijlevens                   | Paolo Bettini                     | Massimo Strazzer                    | Team Polti            |                   |
| 7ª                 | Jeroen Blijlevens   | Laurent Jalabert                | Jeroen Blijlevens                   | Paolo Bettini                     | Massimo Strazzer                    | Team Polti            |                   |
| 8ª                 | Marco Pantani       | Marco Pantani                   | Jeroen Blijlevens                   | Paolo Bettini                     | Massimo Strazzer                    | Banesto               |                   |
| 9ª                 | Laurent Jalabert    | Laurent Jalabert                | Jeroen Blijlevens                   | Paolo Bettini                     | Massimo Strazzer                    | Banesto               |                   |
| 10ª                | Mario Cipollini     | Laurent Jalabert                | Jeroen Blijlevens                   | Paolo Bettini                     | Massimo Strazzer                    | Banesto               |                   |
| 11ª                | Ivan Quaranta       | Laurent Jalabert                | Jeroen Blijlevens                   | Paolo Bettini                     | Massimo Strazzer                    | Banesto               |                   |
| 12ª                | Mario Cipollini     | Laurent Jalabert                | Jeroen Blijlevens                   | Paolo Bettini                     | Massimo Strazzer                    | Banesto               |                   |
| 13ª                | Richard Virenque    | Laurent Jalabert                | Jeroen Blijlevens                   | Paolo Bettini                     | Massimo Strazzer                    | Banesto               |                   |
| 14ª                | Paolo Savoldelli    | Marco Pantani                   | Jeroen Blijlevens                   | José Jaime González               | Massimo Strazzer                    | Banesto               |                   |
| 15ª                | Marco Pantani       | Marco Pantani                   | Jeroen Blijlevens                   | José Jaime González               | Fabrizio Guidi                      | Vitalicio Seguros     |                   |
| 16ª                | Laurent Jalabert    | Marco Pantani                   | Jeroen Blijlevens                   | Marco Pantani                     | Massimo Strazzer                    | Vitalicio Seguros     |                   |
| 17ª                | Mario Cipollini     | Marco Pantani                   | Jeroen Blijlevens                   | Marco Pantani                     | Massimo Strazzer                    | Vitalicio Seguros     |                   |
| 18ª                | Serhij Hončar       | Marco Pantani                   | Jeroen Blijlevens                   | Marco Pantani                     | Massimo Strazzer                    | Vitalicio Seguros     |                   |
| 19ª                | Marco Pantani       | Marco Pantani                   | Marco Pantani                       | Marco Pantani                     | Massimo Strazzer                    | Vitalicio Seguros     |                   |
| 20ª                | Marco Pantani       | Marco Pantani                   | Marco Pantani                       | Marco Pantani                     | Massimo Strazzer                    | Vitalicio Seguros     |                   |
| 21ª                | Roberto Heras       | Ivan Gotti                      | Laurent Jalabert                    | José Jaime González               | Massimo Strazzer                    | Vitalicio Seguros     |                   |
| 22ª                | Fabrizio Guidi      | Ivan Gotti                      | Laurent Jalabert                    | José Jaime González               | Fabrizio Guidi                      | Vitalicio Seguros     |                   |
| Classifiche finali | Classifiche finali  | Ivan Gotti                      | Laurent Jalabert                    | José Jaime González               | Fabrizio Guidi                      | Vitalicio Seguros     | Team Polti        |

## Classifiche finali

### Classifica generale - Maglia rosa
| #  | Corridore           | Squadra        | Tempo     |
| -- | ------------------- | -------------- | --------- |
| 1  | Ivan Gotti          | Team Polti     | 99h55'56" |
| 2  | Paolo Savoldelli    | Saeco          | a 3'35"   |
| 3  | Gilberto Simoni     | Ballan         | a 3'36"   |
| 4  | Laurent Jalabert    | ONCE           | a 5'16"   |
| 5  | Roberto Heras       | Kelme          | a 7'47"   |
| 6  | Niklas Axelsson     | Navigare       | a 9'38"   |
| 7  | Serhij Hončar       | Vini Caldirola | a 12'07"  |
| 8  | Daniele De Paoli    | Amica Chips    | a 14'20"  |
| 9  | Daniel Clavero      | Vitalicio Seg. | a 15'53"  |
| 10 | Roberto Sgambelluri | Cantina Tollo  | a 17'31"  |

### Classifica a punti - Maglia ciclamino
| Pos. | Corridore        | Squadra              | Punti |
| ---- | ---------------- | -------------------- | ----- |
| 1    | Laurent Jalabert | ONCE                 | 175   |
| 2    | Fabrizio Guidi   | Team Polti           | 170   |
| 3    | Massimo Strazzer | Mobilvetta-Northwave | 126   |
| 4    | Paolo Savoldelli | Saeco                | 117   |
| 5    | Ivan Gotti       | Team Polti           | 110   |

### Classifica scalatori - Maglia verde
| Pos. | Corridore           | Squadra    | Punti |
| ---- | ------------------- | ---------- | ----- |
| 1    | José Jaime González | Kelme      | 61    |
| 2    | Mariano Piccoli     | Lampre     | 45    |
| 3    | Paolo Bettini       | Mapei      | 44    |
| 4    | Ivan Gotti          | Team Polti | 33    |
| 5    | Gilberto Simoni     | Ballan     | 33    |

### Classifica Intergiro - Maglia azzurra
| Pos. | Corridore           | Squadra              | Punti     |
| ---- | ------------------- | -------------------- | --------- |
| 1    | Fabrizio Guidi      | Team Polti           | 58h47'30" |
| 2    | Massimo Strazzer    | Mobilvetta-Northwave | a 2"      |
| 3    | Gian Matteo Fagnini | Saeco                | a 24"     |
| 4    | Biagio Conte        | Liquigas             | a 2'02"   |
| 5    | Matteo Tosatto      | Ballan               | a 2'13"   |

### Classifica a squadre - Trofeo Fast Team
| Pos. | Squadra            | Tempo      |
| ---- | ------------------ | ---------- |
| 1    | Vitalicio Seguros  | 300h39'35" |
| 2    | Kelme-Costa Blanca | a 22'11"   |
| 3    | Team Polti         | a 22'45"   |
| 4    | Lampre-Daikin      | a 29'16"   |
| 5    | ONCE-Deutsche Bank | a 58'57"   |

### Classifica a squadre - Trofeo Super Team
| Pos. | Squadra            | Punti |
| ---- | ------------------ | ----- |
| 1    | Team Polti         | 1243  |
| 2    | Saeco-Cannondale   | 1136  |
| 3    | ONCE-Deutsche Bank | 1034  |
| 4    | Ballan-Alessio     | 676   |
| 5    | Kelme-Costa Blanca | 663   |